# Бєлих Данило Георгійович
Данило Георгійович Бєлих (нар.. 4 грудня 1979, Іркутськ, Російська РФСР, СРСР) — російський актор театру і кіно.

## Біографія
Данило Бєлих народився 4 грудня 1979 року в Іркутську.
Син актриси Наталії Коляканової та лікаря Георгія Кимовича Бєлих, померлого в 2007 році. Деякий час жив у бабусі в Оренбурзі. Потім переїхав до Москви. Змінив п'ять шкіл. З восьмого класу заробляв: мив машини, продавав газети. Закінчивши театральну школу № 123 під час навчання в школі зіграв роль у фільмі Хрустальов, машину!.
Після 10-го класу був вільнослухачем ВДІКу в майстерні Марлена Хуцієва.
У 1995 році вступив, а в 2000 закінчив Театральне училище імені Бориса Щукіна, курс В. В. Іванова. З другого курсу почав зніматися в кіно. Знімався і озвучував рекламні ролики («Віспа», «Холлс», пиво «Клинське», сік «Я» тощо).
Служив в Центральному академічному театрі російської армії. Вільнослухач Вищих режисерських курсів у Олексія Германа. Був прийнятий до трупи Театру Армена Джигарханяна.
Актор активно знімається в кіно і телесеріалах. Популярність прийшла після ролі Василя в серіалі День народження Буржуя і веселуна Вадима в серіалі FM і хлопці (телесеріал).
У 2011 році як режисер та продюсер разом з Григорієм Калініним зняв фільм «Людина, у якої було» про актора Олексія Горбунова. Фільм був показаний на Московському міжнародному кінофестивалі Артдокфест, в Благовєщенську на фестивалі «Амурська осінь».

## Особисте життя
- Перша дружина (з 2004 по 2010 рік) — Анна Слюсарева, актриса. Син Тарас[3]
- Друга дружина — з 2013 по теперішній час) — Анна Теленова, кастинг-директор

## Творчість

### Спектакль
- «Казка про попа і його працівника Балду», реж. Сергій Газаров
- «Ревізор», реж. Сергій Газаров

### Режисура
- 2011 — фільм «Людина, у якої було» про актора Олексія Горбунова.
- 2012 — «На Красній площі»[4] (короткометражний фільм)

### Фільмографія
- 2021 — Свати 7 — Максим Юрійович Ковальов
- 2019 — Соня + Олег —  Михайло Миколайович Беркович
- 2019 — Суддя —  Віталій Петрович, судмедексперт
- 2019 — Роль, режисер Євгенія Юстус
- 2019 — Кримінальний журналіст —  Степан
- 2019 — Чужий гріх
- 2019 — Щуролов
- 2018 — Я - не я —  вчитель хімії
- 2018 — Невиправні —  Максим Лужин
- 2016 — Любов і Сакс
- 2016 — Ключі
- 2016 — Напарниці —  Георгій Греков
- 2015 — Дабл Трабл —  Роман
- 2015 — Хороша робота
- 2015 — По щучому велінню —  Сергій
- 2017 — Безпека —  майор Звонарьов, начальник ВБЕЗ
- 2014 — Травневі стрічки —  Максим
- 2013 — Квіти зла —  Олег Юрійович Большов
- 2013 — Серйозні стосунки —  Коля
- 2013 — Зниклі без вести —  Олександр Лавров
- 2013 — Вангелія —  Віталій
- 2013 — Мама буде проти —  Олексій
- 2013 — Хайтарма —  лейтенант Особливого відділу
- 2012 — Свати 6 —  Максим Юрійович Ковальов
- 2011 — Ластівчине гніздо —  Анатолій
- 2011 — Свати 5 —  Максим Юрійович Ковальов
- 2011 — Синдром дракона —  адміністратор клубу
- 2011 — Кохання-зітхання 3 —  перекладач
- 2011 — Кодекс честі 5 —  Юсупов
- 2011 — Зимове танго —  Едик
- 2010 — Алібі на двох (фільм 8-й «Викрадення рубіна») —  Микола Дикович Рубашкін, актор
- 2010 — Свати 4 —  Максим Юрійович Ковальов
- 2010 — Основна версія —  Едуард Азарин
- 2009 — Цар —  глашатай
- 2009 — Свати 3 —  Максим Юрійович Ковальов
- 2009 — Крем —  Михайло Соловйов
- 2008 — Свати 2 —  Максим Юрійович Ковальов
- 2008 — За все тобі спасибі —  Алік
- 2008 — Спадщина —  Костя Прохоров
- 2008 — Новорічна засідка —  молодий капітан-оперативник Нагайкін
- 2008 — Листоноша —  практикант Артем
- 2007 — Клуб 69 —  Костя
- 2006 — За все тобі спасибі —  Алік
- 2006 — Будинок-фантом в придане —  Олег
- 2006 — Дев'ять життів Нестора Махна —  Федосій Щусь
- 2005 — За все тобі спасибі —  Алік
- 2005 — Даша Васильєва 4. Любителька приватного розшуку —  Аркадій
- 2004 — Подарунок долі —  Федір
- 2004 — Конвалія срібляста 2 —  Людвіг
- 2004 — Кавалери Морської Зірки —  Максим
- 2004 — Даша Васильєва 3. Любителька приватного розшуку —  Аркадій
- 2003 — Адвокат —  Валера Серьогін
- 2001 — Медики 2 —  Андрій Пушкін
- 2001 — Ідеальна пара —  Сергій Міхєєв
- 2001 — ДМБ — 003 —  військовий медик
- 2001 — Медики —  Андрій Пушкін
- 2001 — Звичайні дні —  Діма Склянок
- 2001 — День народження Буржуя 2 —  Василь
- 2001 — FM і хлопці —  Вадим
- 2001 — Мажори завдають удару у відповідь —  Марк
- 2000 — Конвалія срібляста —  Людвіг
- 2000 — ДМБ —  фельдшер
- 2000 — Метаморфози любові —  Олексій
- 2000 — Весілля —  епізод
- 1999 — Будемо знайомі! —  Марк
- 1998 — Хрустальов, машину! —  епізод
- 1995 — Червона вишня —  Карл
- 1992 — Новий Одеон —  епізод

### Нагорода
- 2015 — приз кінофестивалю Посміхнися, Росія! за головну роль у комедійному фільмі «Дабл-трабл»

## Примітка
1. ↑  Жюри первого тура премии "Лавр" закончило работу. Кино-Театр.РУ. Архів оригіналу за 24 травня 2021. Процитовано 3 квітня 2020.
2. ↑  Золотой журавль в руках / Чем запомнилась артистам юбилейная «Амурская осень» (рос.). www.ampravda.ru. Архів оригіналу за 24 травня 2021. Процитовано 3 квітня 2020.
3. ↑  Звезда сериала «Сваты» Даниил Белых: «Кризис в браке с Анной Слю совпал с болезнью отца» | StarHit.ru. www.starhit.ru (рос.). Архів оригіналу за 24 травня 2021. Процитовано 22 грудня 2020.
4. ↑  Программа Российского кино // Московский международный кинофестиваль. Архівовано з джерела 27 березня 2020. Процитовано 24 травня 2021.